# 鬼怒号轻巡洋舰
鬼怒号轻巡洋舰（日语：／ Kinu ?）是日本帝國海軍的二等巡洋舰（轻巡洋舰），为长良级（旧日本海军省正式名称）5号舰，属于5500吨级巡洋舰的第二批次之一。本舰为日本海军第一艘拥有快速起降舰载水上飞机能力的轻型巡洋舰，太平洋战争期间虽已显老旧，仍表现活跃，最终为盟军航空部队所击沉。
本舰舰名来源于流经栃木縣和茨城縣的鬼怒川。

## 建造背景
1919-1920年，日本海军因应其八四舰队计划，两年内各开工新建3艘5500吨级轻巡洋舰。鬼怒号轻巡即在1920年的第二批订购之列。
这两批6艘新订购的轻巡与前级球磨级舰体尺寸相同，主机方面各承建商也是继续使用各自的型号，锅炉和火炮配置也基本不变，最主要的设计修改在于新建6舰装备了更大的八年式610毫米鱼雷发射管，因此另立为长良级轻巡洋舰。但两者外观上来说，最显著的区别就是新的长良级在前部2号主炮炮塔上方装设的10米水上飞机滑行平台；不久滑行平台又更换成水上飞机弹射器。不过初期的设计存在诸多问题，于是在1929至1934年间日方将各舰上的弹射器移到舰桥后方的第5、6号主炮之间。
日本海军原计划在1941年为阿武隈和鬼怒两舰换装最新式的九三式氧气鱼雷，但因为产能不足，最终只有阿武隈完成了换装。

## 舰历

### 建成后
1921年1月17日，鬼怒在神户川崎造船所开工建造。1922年5月29日，舰体建成下水，1922年11月10日舾装完成正式服役。同年12月，鬼怒编入第二舰队第五战队，后又先后归属于第一舰队第三战队、以及第二舰队第二水雷战队（水雷战队为日本海军对驱逐舰舰队的称呼；日本海军中的轻巡经常担任水雷战队或潜水战队的旗舰）。
在投入服役一年后，鬼怒因为汽轮机故障而重新回到干船坞进行修理，这次维修更换了舰上全部四座主机，修理作业一直持续到1924年5月才完成。
1927年（昭和2年）3月，南京事件发生。3月底起，日本海军陆续调派军舰前往中国各地显示武力。4月3日，立德野治郎海军少将率领由良、鬼怒驻扎在青岛坚实中国各方的动向，并从由良舰上抽调兵员组建陆战队登陆。
1929年，鬼怒率先进行了现代化改装。
1930年10月，日本研发的吴式二号二型弹射器初步完成，并首先安装于鬼怒上，进行水上飞机弹射试验。吴式二号二型弹射器采用固定结构，长17米，使用火药作为推进动力，弹射能力2吨。同时鬼怒也在舷侧安装有大型吊车，可以回收在水面上的水上飞机。因此鬼怒成为了日本5500吨级巡洋舰中第一艘可以弹射水上飞机的军舰，同时也是第一艘拥有快速起降载机能力的日本轻巡。其后有关方面在其基础上继续改进，研发成功吴式二号三型改一弹射器，并装备在5500吨级轻巡上。题图照片即为鬼怒在舰艏安装吴式二号二型弹射器时的样子。在经过一年时间的测试后，这套装置又转移到轻巡神通上继续进行测试。
1934年4月，鬼怒接受了改装。这次改装是在位于舰体后部的第5、6号主炮间，安装以压缩弹簧为推进动力的吴式二号三型改一弹射器；新式弹射器长19.4米，弹射力3吨。同时厂方拆除了原本安装在舰艏的吴式二号二型弹射器，在原位置换装了13毫米双联装机枪。此外鬼怒的后桅上添建了一个平台，装备一盏900毫米须式探照灯。同年11月起的一年时间内，鬼怒用作为海軍機關學校（研习引擎、整备等“机关”用机械工程学科以及火药、燃料研发等的技术院校）的练习舰。
1935年11月，鬼怒转为第二舰队第2潜水战队旗舰（时任战队司令大和田芳之介海军少将）。
1936年12月，鬼怒转入第一舰队第八战队。
1937年7月7日，七七事变爆发。当天第八战队（由良、名取、鬼怒）即返回佐世保，准备为海军向上海增派部队一事进行护航。同年8月9日，上海发生“大山勇夫事件”，正在佐世保待命的第八战队和第一水雷战队立即搭载着1200名海军陆战队士兵前往上海，11日晚完成登陆。13日八一三事变爆发，留守上海的日军舰艇立即投入战斗。17日早上，第八战队司令南云忠一海军少将率队（名取、由良、鬼怒、川内）进入黄浦江炮击大场、江湾一带的中国炮兵阵地。10时左右，南云又率领由良、鬼怒再次对江湾地区中国军队阵地发起攻击。22-23日，日本陆军组建的上海派遣军开始在吴淞、川沙口附近登陆，鬼怒、由良等自22日起持续炮击狮子林、浏河地区中国军队阵地，以试图分散守军注意力。11月12日中国军队撤出上海，日军随即发起追击，时值长江枯水期，日军的5500吨级巡洋舰无法进入内河，由良等舰遂返回日本本土进行检修。15日，小泽治三郎海军少将就任第八战队司令，下辖3艘轻巡（那珂、鬼怒、由良）。
1941年4月，鬼怒转为联合舰队附属第4潜水战队旗舰（时任战队司令吉富说三海军少将）。这一年日本海军为了在美日之间战争爆发之初就迅速占领东南亚，大力增强南遣舰队，在司令长官小泽旗下，聚集着旗舰鸟海、第七战队、第三水雷战队、第4潜水战队、第5潜水战队、第12航空战队、第22航空战队等兵力。

### 太平洋战争
太平洋战争初期，鬼怒作为南遣舰队第4潜水战队旗舰，参加了马来亚登陆作战。12月4日早上，南遣舰队从海南岛三亚港出发，掩护山下奉文中将的第25軍所搭乘的18艘运输船。12月8日深夜，珍珠港袭击前还要稍早一些的时候，日军就发起了登陆作战。12月9日，日军潜艇伊65报告发现了英军Z舰队的踪迹。战前驻扎在新加坡的这支英军舰队包括有战列舰威尔士亲王号、战列巡洋舰反击号以及数艘驱逐舰。当时正驻扎在西贡的鬼怒、由良都收到了伊65的报告。时任南遣舰队司令小澤治三郎海军中将因为通信不良，迟迟未收到这份报告，直到17:15才下令集结包括鬼怒在内的日军水面舰艇追击Z舰队。不过在此之前，鬼怒不等命令就立即放出飞机进行侦察，18:22鬼怒的舰载机率先发现了Z舰队的踪迹。
伊65在15:15发出报告后，一直跟踪着Z舰队，但17:20一度丢失了目标。18:22，伊65再度发现Z舰队，但因为上空出现了一架飞机而紧急下潜，导致再度丢失目标。这架飞机实际上是鬼怒派出的九四水侦。20:37马来部队主队与单独进行搜索的鬼怒会合，但此时因雨大浪急，各舰无法回收水上飞机（鬼怒的载机最终失踪）。另一边，时任第22航空战队司令松永贞市海军少将不顾天气恶劣，依然下令航空队出击掩护小泽舰队。然而当晚航空队的空中搜索全都徒劳无功，而其中元山航空队的一架九六陆功甚至将小泽舰队误认为Z舰队，并投下了曳光弹。Z舰队看到了远处武田投下的曳光弹的亮光，遂掉转航向。当晚小泽舰队并没有发现Z舰队，鬼怒等水面舰艇空手而回。最终第22航空战队的飞机在次日馬來亞海戰中找到了威尔士亲王号和反击号两舰，并将其击沉。
小泽舰队在完成先头部队的护航任务后，返回金兰湾稍作休整。同年12月13日，日军一支舰队（重巡鸟海、最上、三隈，轻巡鬼怒，驱逐舰初雪、白雪）离开金兰湾，协助进攻关丹和马来亚；同月17-24日，又为日军对砂拉越地区的汶莱、美里、诗里亚、路通以及古晉的一系列登陆作战提供掩护。日军川口支队以及第二海军特别陆战队迅速占领了位于美里的机场和油田。行动完成后，鬼怒在当年返回了金兰湾。
1942年的最初3个月鬼怒依旧在为日军在马来亚、砂拉越以及爪哇的作战提供支援。3月1日，在爪哇岛登陆作战中，鬼怒在内的日军船队在爪哇海上距泗水以西约140公里处受到盟军飞机袭击（包括澳大利亚皇家空军和紐西蘭皇家空軍的10架老式维克斯牛羚式双翼轰炸机和15架战斗机），鬼怒受到数发近失弹影响造成轻微损伤，舰上4名乘员战死。次日在泗水以北，鬼怒又遭到美军潜艇S级潜艇S-38号的伏击，后者发射了4枚鱼雷，不过全部射失。
同年3月，鬼怒转为第二南遣舰队第16战队旗舰，前往支援日军在新几内亚西部的战斗，作战从3月29日持续到4月23日。同年5月，鬼怒返回日本吴港进行整修。返回南方前线后，鬼怒在6月至9月间都在爪哇海一带巡逻。同年9月13日，鬼怒与姊妹舰五十铃一道协助将第二步兵师团运送往巴达维亚。
1943年1月21日，鬼怒奉命前往望加錫去支援另一艘姊妹舰名取。名取此前遭遇美军潜艇伏击受伤，在安汶岛港口停泊时又挨了盟军B-24轟炸機的轰炸，被迫在望加錫进行应急修理，然后由鬼怒护卫着返回新加坡。同年4月，鬼怒编入南西方面艦隊。在当年上半年鬼怒都在望加錫一带进行巡逻，此外也不时运送兵力前往新几内亚。同年6月23日，鬼怒与球磨、大井、北上一同停泊在望加錫的朱莉安娜码头时，遭到了美军第五航空队第319中队的17架B-24轰炸。这4艘轻巡都受到了近失弹的影响，不过损伤不大；鬼怒的乘员中3人战死、17人受伤，旗舰也转移到球磨上去。
1943年8月2日，鬼怒回到吴港，进行整修和现代化改装。本次的改装主要是加强舰艇的防空力量，包括将后部第5、7号主炮塔拆除，改成一座127毫米双联装高射炮；同时也拆除了水上飞机弹射器，改成两座三联装25毫米机枪。此外还加装了一台21号电探（对空雷达），以及在舰艉添置了两条投放深水炸弹用的导轨。同年10月14日，鬼怒的改装完毕出港，随即带上兵员和补给前往新加坡。
1944年1月，鬼怒一直在新加坡，以及荷属东印度的马六甲、槟城、比亞克島、巴达维亚一带巡逻。1月23日，鬼怒随同重巡青叶，轻巡大井、北上，在驱逐舰敷波的护卫下从新加坡运送兵员到安达曼群岛的布萊爾港。返航途中的1月27日，舰队在穿越马六甲海峡时，在槟城西南方向遭遇英军潜艇圣殿骑士号伏击，北上舰艉受到两枚鱼雷命中，几乎完全丧失动力，只能由鬼怒进行拖曳，先在昂沙岛（又译天鹅岛）的海湾进行应急修理，然后再拖回新加坡加固舰艉。之后数个月时间内鬼怒一直在荷属东印度活动。同年4月25日，日军组织一支小型舰队（轻巡夕張、鬼怒，驱逐舰夕月、五月雨，以及第149号输送舰）从塞班岛出发抵达帛琉，进行疏散行动。行动中一艘美军潜艇击沉了夕张，而鬼怒并没有受损。
同年5月27日，美军发起了“霍利克行动”，夺占比亚克岛；作为回应，日军从三宝颜和棉兰老岛调集来2300名援兵，由青叶、鬼怒、浦波、时雨护送着从打拉根島出发前往比亚克。舰队在途中遭遇美军B-24轰炸机，同时日军方面也收到了塞班島戰役爆发的消息，遂取消是次增援行动，船上运载的士兵改为在索龍下船。6月6日，鬼怒和青叶在新几内亚衛吉島的多貝拉伊半島停泊时，遭到美军第五航空队的空袭，没有受损。8月底，鬼怒返回了荷属东印度西部地区。
在1944年间，鬼怒又经受了若干改造，继续增加防空火力。不过因为让鬼怒换装九三式氧气鱼雷的计划一直停留在纸面上，所以也没更换配套的鱼雷发射管。直到沉没时，鬼怒搭载的依然是相对较老式的九〇式空气鱼雷。

### 沉没
1944年9月25日，鬼怒所在的第16战队作为“捷一号”作战计划的一部分，配属到栗田健男海军中将率领的第一游击舰队旗下。10月11日，鬼怒与青叶在林加群島进行训练时发生碰撞，但影响不大。同月18日，鬼怒随栗田舰队从林加泊地出发。在途经汶莱时，第16战队（青叶、鬼怒、浦波）为了要向莱特岛运兵，而与栗田舰队主力分离，航向马尼拉。10月23日04:30，旗舰青叶在航行途中遭到美军潜艇鲤鱼号（SS-243）伏击，1枚鱼雷右舷前部轮机舱（美军声称命中2枚），导致严重受损无法航行，只能由鬼怒进行拖曳。同日20:45第16战队抵达马尼拉旁的甲米地海军码头。22时，战队司令左近允尚正海军少将改旗舰为鬼怒，继续执行任务。
同月24日06:30，鬼怒、浦波从甲米地往棉兰老岛的卡加延进发，途中07:00至10:00间遭到美军特混舰队TF38.3的航母艾塞克斯号、列克星敦号的多次舰载机空袭。美军的炸弹没有直接命中，近失弹引起的损伤不大，但战斗机的扫射造成了多人伤亡，鬼怒乘员死伤47人（另一说8人死亡、41人受伤）。次日又有B-24轰炸机前来，不过这次鬼怒没有受伤。
第16战队本次的运输任务是从棉兰老岛的卡加延运送第41步兵联队往莱特岛战场。另有5艘运输舰也参加了本次任务，由于战事紧急，航速较慢的运输舰先行出发，开往莱特岛的奥尔莫克了。25日15:45，鬼怒、浦波抵达卡加延，比预定的时间晚了3小时；17:30步兵装船完毕，船队出发。其中340余人搭乘了鬼怒，另有150人登上了浦波。鬼怒、浦波两舰走了保和島西侧的航路，在26日04:00在奥尔莫克卸下兵员；05:00两舰出港返回马尼拉，而各运输船也随后出港跟在鬼怒两舰后面。登陆行动非常顺利，没有受到美军的干扰。完成后第2运输队（第101号、第102号）两舰解散分头行动（其中第102号运输船在26日被美军飞机击沉），而第16战队则护送第1运输队（第六、第九、第十号）前往科隆湾。
当日06:35日军船队发现了美军侦察机，并未发生战斗。09:35又与数架不明飞机接触。10:15，第77特混舰队第四大队第二小队（TF77.4.2，“塔菲二号”）的大约50架飞机终于找上门来，在班乃岛和馬斯巴特島之间海面展开进攻。护航航母纳托马湾号的TBM-1C攻击机和马尔库斯岛号的FM-2战斗机用炸弹、火箭弹和机枪对鬼怒、浦波两舰进行轮番攻击。第一波攻击的目标主要集中在浦波上，鬼怒受到近失弹袭击，同时命中1枚鱼雷（有可能是哑弹），全舰并未有太多损伤。
11:30，塔菲二号发起了第二波攻击。来自马尼拉湾号的一架TBM-1投下的227公斤炸弹成功击中鬼怒左舷艉部，损坏了后部轮机舱；接着鬼怒又受到3枚近失弹的伤害，失去动力，舰上起火，艉部下沉，左倾5度；左舷30米长的船壳板脱落，后部轮机舱进水停机，舵机失效，舰桥与轮机舱的通信断绝。旁边的浦波则在密集的火箭弹和近失弹的攻击下，12:14沉没。12时前部轮机舱开始进水，全部轮机停机，倾斜扩大到8度。舰上官兵将鱼雷和深水炸弹全部推进海里，同时全力进行排水抢救。13时倾斜一度恢复到9度。突然舰上3号发电机室等多处起火，迫使官兵暂停注水进行灭火；但后部依然持续进水，停止注水使得舰体倾斜程度再次恶化。到16时重新开始注水。16:55，左近允向西南方面舰队以及第二游击队求援。未及等到援兵来临，17:00左右鬼怒的倾斜剧增至26度，海水涌进了锅炉舱。17:15舰长下令弃舰，17:20鬼怒倾覆沉没。
日军运输船随后赶到，救起了时任舰长川崎晴实海军大佐在内的部分落水船员（第九号输送舰救起了129人，第十号输送舰则救起了包括司令左近允海军少将在内至少350人。一同的第六号输送舰应该也参与了救援，但是没有留下记录）。全舰83人死亡，51人受伤。左近允获救后，将第十号输送舰设为了旗舰。次日运输船队抵达马尼拉。同年12月20日，日本海军将鬼怒除籍。
另一方面，西南方面舰队接到鬼怒的求援电报后，派出手上仅有可立即出动的驱逐舰不知火从科隆湾出发进行搜索，然而此时鬼怒早已沉没。不知火在报告地点徒劳地搜索了一番然后返航，途中于27日9时遭遇美军10多架飞机袭击沉没，全舰无人生还。
1945年7月15日，美军潜艇救援船香缇克利尔号派蛙人搜索了沉没后的鬼怒，回收了一些文件和4台加密机。鬼怒以左舷着底的姿势平躺在海底，舰桥部分大致完整，但舰桥后方湿甲板区域龙骨已经断裂。

## 历代舰长
下表主要根据《艦長たちの軍艦史》155-157页、《日本海軍史》第9、10卷《将官履歴》一节，以及《官報》整理。

### 舾装长
1. 矢野马吉 海军大佐:1922年5月10日 - 1922年11月10日

### 舰长
1. 矢野马吉 海军大佐:1922年11月10日 - 1923年12月1日
2. 及川古志郎 海军大佐:1923年12月1日 - 1924年1月10日
3. 竹内正 海军大佐:1924年1月10日 - 11月10日
4. 松崎直 海军大佐:1924年11月10日 - 1925年12月1日
5. 濑崎仁平 海军大佐:1925年12月1日 - 1926年11月1日
6. 小野弥一 海军大佐:1926年11月1日 - 1927年11月15日
7. 小籏巍 海军大佐:1927年11月15日 - 1928年12月10日
8. 田尻敏郎 海军大佐:1928年12月10日 - 1929年11月30日
9. 中岛隆吉 海军大佐:1929年11月30日 - 1930年12月1日
10. 坂本伊久太 海军大佐:1930年12月1日 - 1931年12月1日
11. 佐倉武夫 海军大佐:1931年12月1日 - 1933年11月15日
12. 木幡行 海军大佐:1933年11月15日 - 1934年11月1日
13. 远藤喜一 海军大佐:1934年11月1日 - 1935年11月15日
14. 三轮茂义 海军大佐:1935年11月15日 - 1936年12月1日
15. 石川茂 海军大佐:1936年12月1日 -
16. 田代苏平 海军大佐:1937年12月1日 -
17. 渡边清七 海军大佐:1938年12月15日 -
18. 桥本爱次 海军大佐:1939年11月15日 -
19. 伊藤德尧 海军大佐:1940年4月20日 -
20. 矢牧章 海军大佐:1940年12月2日 -
21. 锅岛俊策 海军大佐:1941年3月15日 -
22. 加藤与四郎 海军大佐:1941年8月11日 -
23. 上原义雄 海军大佐:1942年12月12日 -
24. 板仓得止 海军大佐:1943年3月22日 -
25. 川崎晴实 海军大佐:1944年2月4日 -

## 同级舰
- 长良号轻巡洋舰
- 五十铃号轻巡洋舰
- 名取号轻巡洋舰
- 由良号轻巡洋舰
- 阿武隈号轻巡洋舰